# Wiang Kum Kam

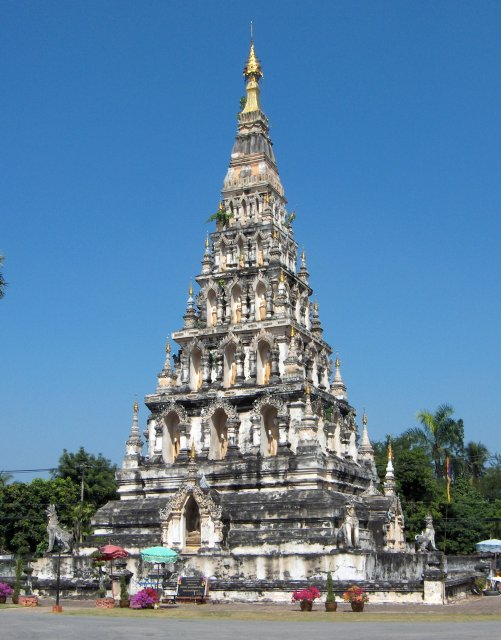
Chùa Wat Kuu Kham

Wiang Kum Kam là một khu định cư xưa, bị ngập nước và bị bỏ hoang hơn 700 năm, có niên đại trước Chiang Mai nay được phục hồi dọc theo sông Ping. Ngôi chùa chính của thành phố này là Wat Chedi Liem (Wat Kuu Kham), hiện vẫn là nơi tu hành của các nhà sư. Người ta tin rằng, Wiang Kum Kam là khu định cư lịch sử sớm nhất ở Chiang Mai do người Môn thiết lập làm thị xã vệ tinh của vương quốc Hariphunchai. Các hiện vật khai quật được tại đây như các bia đá với văn tự Môn, đồ sứ, tượng Phật, kiến trúc cho thấy có một khu lịch sử liên tục và lâu dài từ thế kỷ 8. Wiang Kum Kam từng là thủ đô của vương quốc Lan Na trong một thời gian ngắn. Sau khi thiết lập Chiang Mai, Wiang Kum Kam tiếp tục tồn tại như một thành phố vệ tinh của Lan Nna.